# Miklós Nagy (Fußballspieler)
Miklós Nagy (auch Edmund Nagy oder Niculae Nagy; * 11. Januar 1918; † unbekannt) war ein rumänischer Fußballspieler.

## Karriere
Über Nagys sportlichen Werdegang liegen nur spärliche Informationen vor. Er spielte auf Vereinsebene für Crișana Oradea.
Nagy bestritt nie ein Länderspiel für die rumänische Nationalmannschaft. Er wurde anlässlich der Fußball-Weltmeisterschaft 1938 in Frankreich für die rumänische Auswahl nominiert, kam jedoch nicht zum Einsatz.